# Ronde van Frankrijk 2004/Twintigste etappe
De twintigste etappe van de Ronde van Frankrijk 2004 die werd verreden op 25 juli 2004 tussen Montereau-Fault-Yonne en Parijs - Champs-Élysées over 163 km.

## Verloop
De slotetappe naar Parijs begint zoals gebruikelijk rustig. Filippo Simeoni probeert een aantal keren te ontsnappen maar de US Postal-trein staat dat niet toe. In Parijs volgen nog meer ontsnappingen, waaronder een kansrijke van een groepje met onder meer Thomas Voeckler en Karsten Kroon. Ook zij worden teruggehaald zodat het toch uitdraait op de traditionele massasprint, waarin Tom Boonen de snelste is. Robbie McEwen stelt met een vierde plaats zijn groene trui zeker.
Proloog ·
1e etappe ·
2e etappe ·
3e etappe ·
4e etappe ·
5e etappe ·
6e etappe ·
7e etappe ·
8e etappe ·
9e etappe ·
10e etappe ·
11e etappe ·
12e etappe ·
13e etappe ·
14e etappe ·
15e etappe ·
16e etappe ·
17e etappe ·
18e etappe ·
19e etappe ·
20e etappe
Startlijst · Eindstanden · Afbeeldingen